# Janus (Band)
Janus ist ein deutsches Musikprojekt von Dirk Riegert und Toby Hahn. Ihr Name ist dem zweigesichtigen Gott Janus der römischen Mythologie entlehnt, der als Herrscher von Tür und Tor gilt.

## Geschichte

### Gründung und frühe Jahre
Seit erster Stunde besteht Janus aus Dirk „Rig“ Riegert, der sich um Texte, Gesang und Arrangements kümmert, und aus Tobias „Toby“ Hahn, der für das Pianospiel und die Programmierung zuständig ist. Hahn gehört außerdem das hauseigene Nachtschicht-Studio, in dem auch Alben anderer Künstler produziert wurden, darunter Sopor Aeternus, Samsas Traum, L’Âme Immortelle und Persephone.
Beide Bandmitglieder sind nicht hauptberuflich Musiker. Während Hahn in seiner Haupttätigkeit erst als Produzent agierte und somit dem Beruf des Musikers nah blieb, arbeitet Riegert als Game Designer, zum Beispiel an Anno 2070. Später war Hahn zwischenzeitlich Geschäftsführer des Familienunternehmens Glasbau Hahn.
Die ersten gemeinsamen musikalischen Gehversuche unternahmen Hahn und Riegert im Jahr 1993 und nahmen bald darauf noch unter dem Bandnamen „Rorschach“ ihr erstes Demotape Liebeslieder auf, welches nie veröffentlicht wurde. Gründungsjahr von Janus ist 1995, in dem auch die zweite Demo-CD Schlafende Hunde vollendet wurde. Die Demo-Version des ersten Albums Vater folgte im Jahr 1997, die Songs wichen allerdings noch stark vom später veröffentlichten Album ab.
Das Debütalbum Vater erschien in seiner offiziellen Version im September 1998 und wurde in der einschlägigen Presse der Alternative- und Schwarzen Szene durchweg positiv aufgenommen, in der Zeitschrift Orkus wurde es als Platte des Monats ausgezeichnet. Besondere Aufmerksamkeit weckte damals schon das stimmige Gesamtbild aus Musik, Texten und Artwork.
Im Oktober 2000 folgte das zweite Album Schlafende Hunde, auf welchem die Stücke der zweiten Demo-CD wieder aufgegriffen wurden. Dabei handelt es sich um ein Konzeptalbum, auf dem eine zusammenhängende Geschichte in chronologisch versetzter Reihenfolge erzählt wird. Im Vorfeld wurde für das Album eine eigene Homepage ins Internet gestellt, auf der auch die Charaktere der Geschichte vorgestellt wurden. Mit der Veröffentlichung der EP Hundstage im Februar 2001 wurde die Geschichte noch um drei weitere Kapitel ergänzt.
Nachdem Janus bereits einige Male sporadisch live gespielt hatten, gingen sie im Februar 2001 das erste Mal auf Tour. Bei dieser gaben sie gemeinsam mit den Bands L’Âme Immortelle, Flesh Field und Schwarz unter dem Namen „Nights of Storm & Silence“ in zweieinhalb Wochen 15 Konzerte in Deutschland, Österreich, den Niederlanden, Belgien und der Schweiz. Es sollte die einzige Tour in diesem für die meisten Bands üblichen Format bleiben.
Ein außergewöhnliches Konzerterlebnis boten Janus bei der „Winterreise“ im März 2002, auf der sie von Persephone begleitet wurden. Im festlichen Ambiente bestuhlter Konzertsäle führten sie rein akustisch mit Konzertflügel, Streicher- und Perkussions-Unterstützung Stücke ihrer ersten beiden Alben, neue Kompositionen sowie Cover-Versionen im kammermusikalischen Gewand auf. Veranstaltungsorte für die sechs Konzerte waren unter anderen die Burg Kriebstein, die Zitadelle Spandau und das Ikonenmuseum in Frankfurt am Main. Zeitgleich zur Winterreise wurde die gleichnamige CD mit fünf Titeln veröffentlicht, die ausschließlich bei den Konzerten erworben werden konnte.
Nach einer zweijährigen Pause wurde im März 2004 das dritte Album Auferstehung veröffentlicht. Erstmals gab es eine limitierte Erstauflage, die neben dem Album auf einer Bonus-CD das Konzeptalbum Kleine Ängste enthielt. Dessen Songs erzählen eine in sich geschlossene Geschichte, die auf dem gleichnamigen Erzählspiel aus dem Hause Feder & Schwert basiert. Zusätzlich erschien ein Hörbuch, das ebenfalls auf den Namen Kleine Ängste hörte und ausschließlich über die Homepage von Janus zu beziehen war. Zu jedem Song des Konzeptalbums gab es auf diesem ein entsprechendes Kapitel, eingesprochen vom Hörspielsprecher Reinhard Schulat.
Das im November 2005 erschienene Nachfolgealbum Nachtmahr stand stilistisch sehr im Gegensatz zu seinen Vorgängern. Die Stücke sind ausnahmslos am Klavier entstanden, und so wurde auf dem Album fast gänzlich auf Gitarren und Rockschlagzeug verzichtet. Das Album klingt dadurch eher orchestral, sinfonisch und kammermusikalisch. Nachtmahr erschien in einer limitierten Auflage mit dem Hörbuch Die Alpträume des Herrn Riegert (erneut gesprochen von Reinhard Schulat) auf einer Bonus-CD.
Nach dem Erfolg der ersten Winterreise lag es nahe, dieses intensive und unverfälschte Konzerterlebnis zu wiederholen. Unmittelbar nach der Veröffentlichung ihres neuesten Albums Ende 2005 gaben Janus neun weitere Konzerte im Stil eines klassischen Liederabends ganz ohne Technik und Mikrophone. Neben bereits bekannten Spielorten gastierten sie auch in neuen Locations wie dem Schloss Engers und dem Schloss Höchstädt.
Da sowohl die Demo- als auch die offizielle Version des ersten Albums Vater sowie der zugehörigen Single Isaak mittlerweile vergriffen waren, führten Janus Stücke der Produktionsphase als Vater Deluxe zusammen und veröffentlichten diese im Jahr 2006. Vom Demo wurde Die Ballade von Jean Weiss übernommen, von der Single die Stücke Kafka und Wolken über Orgonon. Dabei wurde das Artwork überarbeitet und das komplette Album erhielt ein neues Mastering. Das Stück Knochenhaus wurde in der Albumversion, wo es als Hidden Track hinter Lolita präsentiert wurde, als eigenständiges Stück aufgeführt. Nachdem die Zusammenarbeit mit der Plattenfirma Trisol nach dem Album Nachtmahr geendet war, wurde Vater Deluxe, wie auch alle nachfolgenden Tonträger, in Eigenregie veröffentlicht und vertrieben.
Zwischen 2007 und 2011 gab es so gut wie keine Nachrichten von Janus: Weder die Bekanntgabe einer Bandauflösung noch Informationen über die geplante Wiederveröffentlichung des Albums Schlafende Hunde. Im Mai 2011 erschien ein Interview, in dem die Band einerseits den Fortbestand des Projekts bestätigte, andererseits die Hoffnung auf zeitnahe neue Veröffentlichungen dämpfte.

### Nach der Pause
Im Jahr 2012 erschien mit dem Livealbum Auf Winterreise dann doch die erste Neuveröffentlichung seit 2005. Die Doppel-CD enthielt Liveaufnahmen der Auftritte auf der Burg Kriebstein aus dem Jahr 2005 im Rahmen der zweiten Winterreise. Das Album wurde in einer regulären sowie in einer limitierten und handnummerierten Version veröffentlicht.
Im Mai 2013 verkündeten Janus, dass die Arbeit an Schlafende Hunde deluxe wieder aufgenommen wurde und das Album im vierten Quartal 2013 erhältlich sein soll. Das in Leinen gebundene 4CD-Album erschien zum 1. Juli 2014. Neben den beiden Veröffentlichungen Schlafende Hunde und Hundstage, welche aufwändig einem Remastering unterzogen wurden, kam auch ein neues Stück auf die Platte: Mit leeren Händen. Auf einer Bonus-CD wurden erstmals auch die Songs der Demo-CD einer breiteren Zuhörerschaft zugänglich gemacht.
Die ersten Auftritte nach fast neun Jahren Pause fanden am 26. und 27. Juli 2014 beim Amphi Festival in Köln statt. Zu diesem Anlass wurde im bestuhlten Theater am Tanzbrunnen ein komplett neu arrangiertes Programm aufgeführt, welches mit Wehrlos auch ein bislang unveröffentlichtes Stück enthielt. Die Lieder wurden teils ausschließlich von Hahn (Klavier) und Riegert (Gesang) aufgeführt, teils wurden diese durch ein Ensemble aus Saxophon/Querflöte/Klarinette, Vibraphon/Percussions, Bass/Kontrabass und Schlagzeug ergänzt. Trotz der langen Bühnenabstinenz reichte an beiden Tagen die Anzahl der Sitzplätze nicht für alle Zuschauer aus.
Im Frühjahr 2015 folgte dann die erste Tour nach der Pause unter dem Namen „Ein Aufstand alter Männer - 20 Jahre JANUS - Die Jubiläumstour“. Im Vergleich zu den Auftritten beim Amphi Festival in 2014 wurde das Ensemble noch einmal um Akustische Gitarre/E-Gitarre und Violine/Nyckelharpa ergänzt. In dieser Zusammenstellung wurden Stücke aus der vollständigen Bandhistorie dargeboten. Die Veröffentlichung des Auftritts im Capitol in Mannheim folgte noch im Jahr 2015 in Form eines Buches, das neben Fotos, Texten und Interviews auf fast 100 Seiten das Konzert auf Blu-ray, DVD und 2CDs enthält.
Im Frühjahr 2016 gaben Janus bekannt, dass sie bereits mit den Arbeiten für das nächste Album begonnen haben, welches den Titel All die Geister tragen soll.
Die nächsten Tonträger in der Reihe der Wiederveröffentlichungen waren Auferstehung und Kleine Ängste Deluxe, beide erschien im Februar 2017. Während es im Vergleich zu den vergriffenen Erstauflagen an Auferstehung kaum Anpassungen gab, wurde Kleine Ängste Deluxe stark überarbeitet. So sind auf dieser die Stücke der Bonus-CD des Albums Auferstehung sowie des Hörbuchs aus dem Jahr 2004 enthalten. Neben einem aufbereiteten Artwork enthielt Kleine Ängste Deluxe zudem vier weitere Kapitel des Hörbuchs. Im Gegensatz zu den ursprünglichen Kapiteln sprach Sänger Dirk Riegert diese selbst ein, da Reinhard Schulat mittlerweile verstorben war.
Im Oktober 2017 wurde überraschend ein neues Album namens Ein schwacher Trost veröffentlicht, welches 10 komplett neue Songs enthält. Diese vollständig am Klavier komponierten Stücke hätten laut Aussage der Band nicht auf das angekündigte Album All die Geister gepasst, und sich „unbemerkt ins Rampenlicht geschlichen“. Daher erschien Ein schwacher Trost zuerst, und so konnte die Wartezeit auf das neue Album mit einem neuen Album überbrückt werden. Die CD erschien ausschließlich in einem limitierten Buchformat.
Im Anschluss an die Veröffentlichung folgte im Oktober und November 2017 die Herbstreise, im Rahmen derer jeweils zwei Auftritte in Leipzig und in Mannheim stattfanden. In Leipzig wurde der Mendelssohn-Saal des Gewandhauses gewählt, um im Stile der beiden Winterreisen komplett akustisch und ohne elektronische Verstärkung aufzutreten. In Mannheim gastierten Janus abermals im Capitol und spielten dort mit elektronischer Verstärkung, so dass z. B. auch E-Bass und E-Gitarre zum Einsatz kamen. An beiden Spielorten wurden Hahn und Riegert am ersten Abend durch das bekannte Ensemble unterstützt, am jeweils zweiten Abend traten sie als Duo auf – dadurch entstanden an vier Abenden vier unterschiedliche Konzerterlebnisse. Weiterhin konnten die Zuschauer an beiden Abenden in Mannheim noch eine Lesung besuchen, in der Riegert Auszüge aus dem Hörspiel ''Kleine Ängste'' und bislang unveröffentlichten Texten vortrug.
Um bei Live-Auftritten die rockige Seite von Janus wieder stärker hervorzuheben, wurde Anfang 2019 die neue „Janus Band“ präsentiert, die neben den beiden Hauptakteuren aus Emil Cezanne (Gitarre), Ben Hessler (Gitarre), Björn Hechler (Bass) und Sascha Baransky (Schlagzeug) besteht. In diesem Line-Up wurden die beiden Festival-Auftritte beim Wave Gotik Treffen und Amphi Festival absolviert. Auch die im August 2019 erschienene Single Totes Land enthielt Elemente aus den Bereichen Metalcore und Thrash Metal.
Mit Abglanz wurde im Dezember 2019 ein Lyrikband veröffentlicht, der 100 Gedichte aus der Feder des Texters und Sängers Riegert beinhaltet. Der Gedichtband erschien sowohl als Buch als auch als Hörbuch auf CD. Dabei ist das Buch offiziell ein Soloprojekt – veröffentlicht vom Autor Dirk Riegert, das Hörbuch wiederum ist von Janus, da es auch Musikstücke enthält.
Bislang waren keine Veröffentlichungen von Janus über einen Online-Musikdienst erhältlich gewesen. Dies änderte sich im Mai 2020, als die neue Single Der lange Weg zurück und weitere bereits bestehende Werke auf Bandcamp zum Kauf angeboten wurden. Es folgten die Single Unverwundbar und die Demo-Version des ersten Albums Vater mit dem bislang unveröffentlichten Song Heimkehr.
Im Oktober 2019 gaben Janus bekannt, dass das Werk All die Geister sich abermals verschieben, und zunächst das Album Terror veröffentlicht werde. Das Album besteht aus einem mehr als halbstündigen Stück, das sich inhaltlich mit der Franklin-Expedition befasst, die im Jahr 1845 startete. Terror erschien am 12. März 2021 digital sowie in unterschiedlichen limitierten Editionen, darunter erstmals auch auf Vinyl.
Am 11. November 2024 erschien das Album Sonne, das inhaltlich auf dem Dramenfragment Woyzek des deutschen Dramatikers Georg Büchner basiert. Gleichzeitig ließ die Band durchblicken, dass All die Geister entgegen aller vorherigen Ankündigungen nicht als Album erscheinen wird, sondern sich zu einem Zyklus entwickelt hat, in dem Sonne nun nach Terror das zweite Kapitel darstellt.

## Stil
Der Musikstil ist sehr vielfältig und kann daher kaum eindeutig klassifiziert werden. Er reicht von rock-/metalorientierten Songs über orchestrale und elektronische Arrangements bis zu sehr reduzierten Stücken, bei denen neben dem Gesang ausschließlich das Klavier zum Einsatz kommt. Daneben finden sich Einflüsse aus anderen Stilen, wie Drum and Bass („Scherbengesicht“), Trip-Hop („Kommt herunter“, „Knochenhaus“), Pop, Deutschrock, Tango („Paulas Spiel“), aber auch zahlreiche von Filmmusik inspirierte Elemente. Stellenweise kommen auch weniger bekannte Instrumente wie Sitar, Darbuka, Oud oder Nyckelharpa zum Einsatz.
Gemein haben alle Stücke eine schwermütige, melancholische Grundstimmung und die ausschließlich in deutscher Sprache verfassten Texte, die sich bevorzugt mit Facetten menschlicher Abgründe befassen. Inhaltlich sind diese teils rein fiktiv, teils beziehen sie sich auf biblische Erzählungen oder historische Ereignisse wie die Franklin-Expedition. An anderen Stellen setzen sich Janus kritisch mit Missbrauch, Krieg und dem Nationalsozialismus auseinander, oder beziehen sich auf die Werke von Komponisten und Schriftstellern wie Gustav Mahler, Franz Kafka, H. P. Lovecraft, Edgar Allan Poe, Vladimir Nabokov und Samuel Taylor Coleridge.
Live geben sie sowohl technikunterstützte Konzerte als auch klassische Konzertabende in festlichem Ambiente ohne jede Technik. Dabei haben sie meistens Unterstützung von Gastmusikern, diese reicht vom klassischen Ensemble bis zu einer Metal-Band. Auch bei Studioaufnahmen greifen Janus auf diverse Gastmusiker, aber auch Orchester und Chöre zurück, einige dieser Musiker begleiten die Band seit vielen Jahren. Teilweise treten die beiden auch als Duo auf, die einzige Instrumentierung besteht dann aus Hahns Klavierspiel am Konzertflügel.

## Diskografie
| Studioalben - 1998: Vater (Nova Tekk) - 2000: Schlafende Hunde (Trisol) - 2004: Auferstehung (Trisol; 2017: Re-Release, Selbstverlag) - 2005: Nachtmahr (Trisol) - 2017: Ein schwacher Trost (Selbstverlag) - 2021: Terror (Selbstverlag) - 2024: Sonne (Selbstverlag) Singles - 1999: Single (MCD; Nova Tekk) - 2001: Hundstage (Single, Richterskala) - 2020: Der lange Weg zurück (Download-Single; Selbstverlag digital über Bandcamp) - 2020: Unverwundbar (Download-Single; Selbstverlag digital über Bandcamp) - 2022: Seemannslieder (Single; Selbstverlag) EPs - 2002: Winterreise (EP, Selbstverlag, limitiert auf 500 Exemplare) - 2004: Kleine Ängste (Trisol) (EP, Bonus-CD zur auf 2999 Exemplare limitierten Edition des Albums „Auferstehung“) - 2019: Totes Land (EP, Selbstverlag) | Video-Alben - 2005: Live Bootleg DVD (Konzert in der Moritzbastei/Leipzig) (limitiert auf 400 Exemplare) (Eigenvertrieb) - 2005: Live Bootleg DVD (Konzert bei Zwischenwelten Festival/Koblenz) (limitiert auf 400 Exemplare) (Eigenvertrieb) - 2015: Ein Aufstand alter Männer – Live Box (Blu-Ray + DVD + 2 CD Live im Capitol Mannheim) (limitiert auf 1000 Exemplare) (Eigenvertrieb) Livealben - 2012: Janus auf Winterreise (Live Doppel-CD) (Eigenvertrieb, Erstauflage abweichendes Artwork und Limitierung auf 1000 Exemplare) - 2022: Terror und andere Moritaten (Live Doppel-CD) (Eigenvertrieb), aufgenommen am 09.09.2022 im Mendelsson Saal Gewandhaus zu Leipzig Hörbücher - 2004: Kleine Ängste (Hörbuch; Eigenvertrieb, limitiert auf 666 Exemplare) - 2005: Die Alpträume des Herrn Riegert (Trisol, Bonus-CD zur Erstveröffentlichung des Albums „Nachmahr“) - 2020: Abglanz (Hörbuch; Selbstverlag) - 2021: Terror (Hörbuch; Selbstverlag) | Demoaufnahmen - 19??: Liebeslieder (erstes Demo, unter dem damaligen Projektnamen „Rorschach“ aufgenommen) - 1995: Schlafende Hunde (zweites Demo, ca. 25 Exemplare) - 1997: Vater Demo (Selbstverlag, limitiert auf 500 Exemplare) Ergänzte Wiederveröffentlichungen und sonstige Veröffentlichungen - 2006: Vater Deluxe (Re-Release des 1998er Vater Albums inklusive Bonustitel der Isaak Maxi) (Eigenvertrieb) - 2014: Schlafende Hunde Deluxe (Re-Release des 2000er Albums als Vierfach-CD inklusive unveröffentlichten Bonussongs und Titel der Hundstage EP) (Eigenvertrieb) - 2017: Kleine Ängste Deluxe (Re-Release der Bonus-CD und des Hörbuchs aus dem Jahr 2004) (Eigenvertrieb) - 2020: Vater (DEMO) (Re-Release der Demoaufnahmen aus dem Jahr 1997 inklusive des unveröffentlichten Songs „Heimkehr“) (Eigenvertrieb digital über Bandcamp) - 2020: Rückzug (Tobias-Hahn-Soloalbum, Selbstverlag) - 2024: Wurmpalast (Dirk-Riegert-Soloalbum, Selbstverlag) |